# Analyse des tâches
Le but de l'analyse des tâches est de mettre en évidence et de décrire les tâches à effectuer pour accomplir un travail.
Une analyse très fine des tâches peut également servir à prédire ou à expliquer les performances d'un utilisateur dans un environnement donné.

## Terminologie
Un objectif est un état d'un système qu'un agent (humain) souhaite atteindre
(écrire une lettre, obtenir un diplôme, etc.)
- Il y a différents moyens (méthodes, outils, etc.) pour atteindre l'objectif.
- La sélection du moyen détermine la tâche à entreprendre.
- Un objectif doit avoir une certaine stabilité dans le temps.

Une tâche est une activité (considérée comme) nécessaire, ou utilisée pour atteindre un objectif en utilisant un moyen donné. Une tâche est en général décomposable en sous-tâches, jusqu'au niveau des actions.
Une action (ou tâche élémentaire ou unit task) est une tâche n'impliquant pas de résolution de problème ou de
structure de contrôle (alternatives, répétition, ...). Elle est généralement focalisée sur un ou des objets.
On peut dire que l'analyse des tâches consiste à relier objectifs, tâches et actions. Il s'agit de comprendre les objectifs des utilisateurs et de comprendre comment ils passent des objectifs aux tâches puis aux actions. Il est également important de savoir ce qui se passe en cas de problème.

## Modèles de tâches
Le but de l'analyse des tâches est de produire une liste des tâches et une description des tâches et de leurs interactions.
De nombreux modèles (formalismes) ont été développés (CTT, DIANE+H, GTA, GOMS, MAD, N-MDA (K-MAD en anglais), UAN, ...). Ces modèles permettent en général d'exprimer les caractéristiques suivantes : 
- la décomposition d'une tâche en sous-tâches (avec éventuellement une typologie de tâche)
- des relations d'ordonnancement temporel des sous-tâches  (séquence, alternative, parallélisme, etc.)
- les objets utilisés pour accomplir une tâche ou une action

## Applications

### Conception d'une interface homme-machine
Dans le domaine des interfaces homme-machine (IHM), cette analyse est une étape essentielle de la conception et de l'évaluation des interfaces. En effet, chaque fonction de l'interface d'une application (chaque interaction) doit concourir à la réalisation d'une tâche ou d'une partie d'une tâche de l'utilisateur. L'analyse des tâches fixe donc un cadre et des objectifs au concepteur d'interfaces.
Une analyse très fine des tâches peut également servir à prédire ou à expliquer les performances d'un utilisateur avec une interface donnée.
Si les modèles de tâches ont essentiellement pour but d'aider à concevoir les interfaces homme-machine, il existe des modèles conçus pour effectuer une analyse cognitive des tâches, dans l'idée de calculer à l'avance ou d'expliquer les performances des utilisateurs. Le plus connu de ces modèles est GOMS (goal, operator, method selection). Pour prédire les performances d'un utilisateur, GOMS prend en compte non seulement le temps d'exécution des opérations élémentaires (frappe d'une touche, mouvement de la souris, etc.) mais également l'effort cognitif, et donc le temps nécessaire à la sélection des méthodes (tâches) : vais-je utiliser un menu, un raccourci clavier ?